# ديريك شيبرد (لاعب كرة قدم أمريكية أمريكي)
ديريك شيبرد (بالإنجليزية: Derrick Shepard)‏ هو لاعب كرة قدم أمريكية أمريكي، ولد في 22 يناير 1964 في أوديسا في الولايات المتحدة، وتوفي في 4 أغسطس 1999 في لارامي في الولايات المتحدة بسبب نوبة قلبية.

## وصلات خارجية
- ديريك شيبرد (لاعب كرة قدم أمريكية أمريكي) على موقع مرجع كرة القدم المحترفة.كوم (الإنجليزية)